# ناتاشا برایر
ناتاشا برایر (اسپانیایی: Natasha Braier‎؛ زادهٔ ۱۱ دسامبر ۱۹۷۴) فیلم‌بردار اهل آرژانتین و ساکن لس آنجلس کالیفرنیا است.
از فیلم‌ها یا مجموعه‌های تلویزیونی که وی در آن‌ها نقش داشته‌است، می‌توان به شیر اندوه، در شهر سیلویا، ایکس‌ایکس‌وای، کافر، پازل چینی، ولگرد و شیطان نئونی اشاره نمود.